# Arrondissement del dipartimento della Nièvre
Gli arrondissement del dipartimento della Nièvre, nella regione francese della Borgogna-Franca Contea, sono quattro: Château-Chinon (capoluogo Château-Chinon), Clamecy (Clamecy), Nevers (Nevers) e Cosne-Cours-sur-Loire (Cosne-Cours-sur-Loire).

I quattro arrondissement del dipartimento della Nièvre

## Composizione
| Nome                                    | Codice INSEE | N° di comuni | Superficie km2 | Popolazione | Densità (abitanti/km2) |
| --------------------------------------- | ------------ | ------------ | -------------- | ----------- | ---------------------- |
| Arrondissement di Château-Chinon        | 581          | 80           | 2 168,3        | 27 736      | 13                     |
| Arrondissement di Clamecy               | 582          | 84           | 1 227,6        | 20 751      | 17                     |
| Arrondissement di Nevers                | 583          | 82           | 2 025,4        | 114 397     | 56                     |
| Arrondissement di Cosne-Cours-sur-Loire | 584          | 63           | 1 395,4        | 42 994      | 31                     |
| Dipartimento della Nièvre               | 58           | 309          | 6 816,7        | 205 828     | 30                     |

## Storia
- 1790: istituzione del dipartimento della Nièvre con nove distretti: La Charité, Château-Chinon, Clamecy, Corbigny, Cosne, Decize, Moulins, Nevers e Saint Pierre le Moutier.
- 1800:  istituzione degli arrondissement di: Château-Chinon, Clamecy, Cosne e Nevers.
- 1926: l'arrondissement di Cosne è soppresso.[6][7]
- 1943: l'arrondissement di Cosne è ripristinato.
- 1952: il comune di Cosne assume il nome di Cosne-sur-Loire.
- 1961: il comune di La Charité assume il nome di La Charité-sur-Loire.
- 1973: il comune di Cours viene associato a Cosne-sur-Loire assumendo il nome di Cosne-Cours-sur-Loire.
- 2017: i confini del dipartimento sono modificati con trasferimento di tredici comuni:[8]
  - un comune è trasferito dall'arrondissement di Château-Chinon all'arrondissement di Clamecy;
  - un comune è trasferito dall'arrondissement di Château-Chinon all'arrondissement di Nevers;
  - nove comuni sono trasferiti dall'arrondissement di Clamecy all'arrondissement di Château-Chinon;
  - un comune è trasferito dall'arrondissement di Cosne-Cours-sur-Loire all'arrondissement di Clamecy;
  - un comune è trasferito dall'arrondissement di Nevers all'arrondissement di Château-Chinon.